# Jean Courtoys
Jean Courtoys o Courtois fou un compositor francès del segle xvi.
Va ser mestre de capella de la catedral de Cambrai.
Deixà escrites, sis Misses que es conserven en la biblioteca de Múnic, i en les col·leccions del seu temps, tant franceses com alemanyes i italianes, i figuren unes 30 composicions sagrades i profanes d'aquest autor a quatre, cinc i sis veus.